# Otokar Arma
Otokar Arma je řada obojživelných obrněných vozidel vyvinutá a následně vyráběná tureckou společností Otokar. Existují verze se znakem náprav 6x6 i 8x8.

## Vývoj
Vývoj vozidla byl zahájen v roce 2007 a první obrněnec v konfiguraci 6×6 byl veřejnosti představen o tři roky později na výstavě Eurosatory. Arma má dvoučlennou posádku a přepraví až osm plně vyzbrojených vojáků. Do vozidla nastupují a opouštějí jej střešními poklopy nebo zadními dveřmi. Ve standardní konfiguraci může být vůz letecky přepraven strojem C-130 Herkules. K dispozici je také varianta na podvozku 8×8, která byla představena v roce 2011.

## Design

### Výzbroj
Otokar Arma lze vyzbrojit řadou osádkových věží i dálkově ovládaných zbraňových stanic vybavených velkorážními kulomety, automatickými děly i granátomety. Existuje i varianta stíhače tanků se 105mm dělem.

### Pancéřování
Ohledně pancéřování nebyly do roku 2021 zveřejněny konkrétnější informace, ale vzhledem k tomu, že se jedná o obojživelný transportér, nepředpokládá se, že by úroveň pancéřování překročila STANAG 4569 level 3. Podvozek by měl odolat explozi min o síle 8 kg TNT.

### Pohon
Transportér je vybaven vodou chlazeným turbodieselem s výkonem 331 kW (450 k), který pohání automatickou převodovku a umožňuje obrněnci maximální rychlost až 105 km/h. Ve vodě se pohybuje díky dvojici hydraulicky poháněných lodních šroubů.

## Uživatelé
- Bahrajn – ve službě od roku 2010; celkem 73 vozidel
- Estonsko – roku 2023 objednáno 130 obrněných transportérů Otokar Arma 6x6 (a stovku obrněných autobomilů Nurol Makina NMS 4x4)[3]
- Spojené arabské emiráty – 400 transportérů, ve službě od roku 2017; jsou vybaveny věží z bojového vozidla pěchoty BMP-3